# Heidemarie Steiner
Heidemarie "Heidi" Steiner (nome de casada: Walther; Kolberg, 9 de maio de 1944) é uma treinadora, coreógrafa e ex-patinadora artística alemã, que competiu representando a Alemanha Oriental. Ela conquistou com Heinz-Ulrich Walther uma medalha de bronze em campeonatos mundiais, três medalhas de bronze em campeonatos europeus e foi quatro vezes campeã do campeonato nacional alemão oriental. Steiner e Walther disputaram os Jogos Olímpicos de Inverno de 1968, terminando na 4.ª posição. Ela também foi campeã do campeonato nacional alemão oriental no individual feminino em 1960.

## Principais resultados

### Duplas com Heinz-Ulrich Walther
| Jogos Olímpicos                                       |                 |                   | 4.ª               |                 |                   |  |  |  |  |  |  |  |  |  |  |
| Campeonato Mundial                                    | 9.ª             | 5.ª               | 5.ª               | 5.ª             | Medalha de bronze |  |  |  |  |  |  |  |  |  |  |
| Campeonato Europeu                                    | 8.ª             | Medalha de bronze | Medalha de bronze | 4.ª             | Medalha de bronze |  |  |  |  |  |  |  |  |  |  |
| Nacional                                              |                 |                   |                   |                 |                   |  |  |  |  |  |  |  |  |  |  |
| Campeonato Alemão Oriental                            | Medalha de ouro | Medalha de ouro   | Medalha de prata  | Medalha de ouro | Medalha de ouro   |  |  |  |  |  |  |  |  |  |  |
|                                                       |                 |                   |                   |                 |                   |  |  |  |  |  |  |  |  |  |  |
| Legenda: Competição não foi disputada nesta temporada |                 |                   |                   |                 |                   |  |  |  |  |  |  |  |  |  |  |

### Individual feminino
| Campeonato Europeu   | 26.ª            | 23.ª              |                  |                  |  |  |  |  |  |  |  |  |  |  |  |
| Nacional             |                 |                   |                  |                  |  |  |  |  |  |  |  |  |  |  |  |
| Campeonato Soviético | Medalha de ouro | Medalha de bronze | Medalha de prata | Medalha de prata |  |  |  |  |  |  |  |  |  |  |  |
|                      |                 |                   |                  |                  |  |  |  |  |  |  |  |  |  |  |  |